# Pauanui

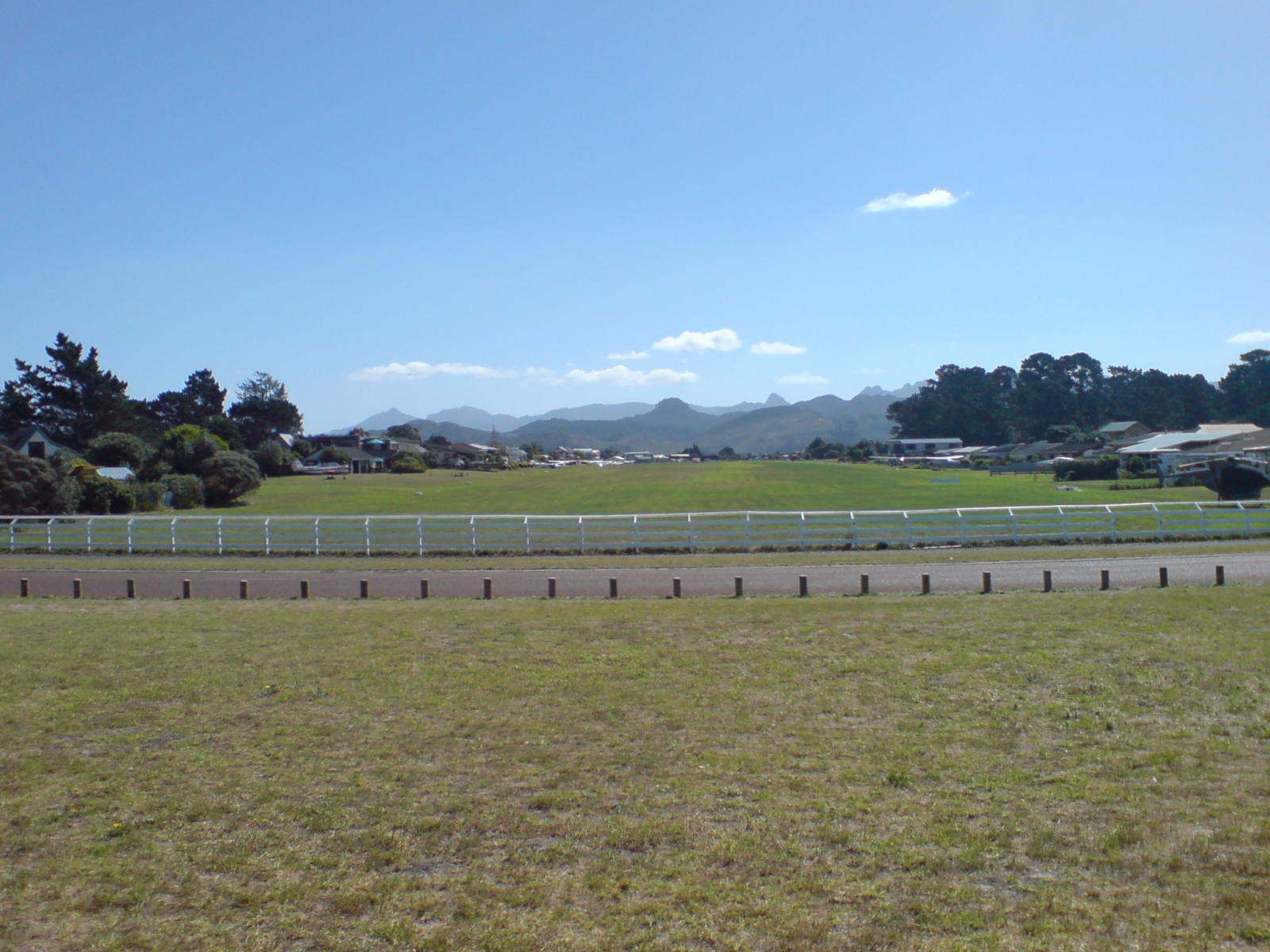
L’aérodrome de Pauanui avec des avions stationnés vers le fond de la propriété

La ville de Pauanui signifiant ‘Grand Paua’ (abalone) en Maori, est le point le plus à l’est de la côte de la péninsule de Coromandel dans l’île du Nord de la Nouvelle-Zélande.

## Situation
La ville se situe à l’embouchure du fleuve Tairua, sur sa berge sud, directement à l’opposé de la ville de Tairua, qui est plus grande .
Les 2 villes sont situées à 30 kilomètres à l’est de la ville de Thames. 
Plusieurs îles siègent au large de l’embouchure de la rivière, en particulier l'Île Slipper localisée au sud-est des Îles Alderman (en), qui sont encore à 20 kilomètres plus à l’est.

## Population
La population de la ville était de 741 habitants lors du recensement de 2006 en Nouvelle-Zélande en augmentation de 42 résidents par rapport à celui de 2001 .

## Activités
La zone est réputée comme une destination pour les vacances, avec une population estimée lors des congés d’été à plus de 15 000 résidents et est conçue comme une enclave pour les classes supérieures de la cité d’Auckland avec des propriétés avec vue sur l’océan qui sont régulièrement vendues pour plus de 1 million de dollars NZ .
La ville a un terrain d’aviation utilisé pour les loisirs avec des pilotes d’aviation légère et il est réputé pour la pêche sportive, la plongée, le surf et ses surtout ses excellentes plages.